# HTTP 동적 적응 스트리밍
HTTP 동적 적응 스트리밍(Dynamic Adaptive Streaming over HTTP, DASH 또는 MPEG-DASH)은 전통적인 HTTP 웹 서버로부터 전달되는, 인터넷을 경유하는 미디어의 고품질 스트리밍을 가능케 하는 적응 비트레이트 스트리밍 기술의 하나이다. 애플의 HTTP 라이브 스트리밍(HLS) 솔루션과 비슷하게 MPEG-DASH는 내용을 일련의 작은 크기의 HTTP 기반 파일 세그먼트들로 분리시킴으로써 동작하며, 각 세그먼트는 영화나 스포츠 이벤트 생방송 등 잠재적으로 수시간에 걸친 내용물의 재생 시간의 짧은 간격(interval)을 포함하고 있다. 이 콘텐츠는 다양한 비트레이트로 이용이 가능하다. 콘텐츠가 MPEG-DASH 클라이언트에 의해 재생되면 클라이언트는 비트레이트 적응(ABR) 알고리즘을 사용하여 재생 시 멈춤이나 재버퍼링을 일으키지 않고 다운로드할 수 있도록 가능한 최고 비트레이트의 세그먼트를 자동으로 선별한다. 현재의 MPEG-DASH 참조 클라이언트 dash.js는 버퍼 기반(BOLA)과 하이브리드(DYNAMIC) 비트레이트 적응 알고리즘을 모두 제공한다. 그러므로 MPEG-DASH 클라이언트는 변화하는 네트워크 상황에 순응하고 멈춤이나 재버퍼링을 거의 일으키지 않으면서 고품질의 재생을 제공할 수 있게 된다.
MPEG-DASH는 국제 표준화된 최초의 적응 비트레이트 HTTP 기반 스트리밍 솔루션이다. MPEG-DASH는 전송 프로토콜과 혼동해서는 안 되는데, MPEG-DASH가 사용하는 전송 프로토콜은 TCP이다. MPEG-DASH는 필연적으로 모든 월드 와이드 웹 콘텐츠의 전송에 사용되는 기존 HTTP 웹 서버 하부 구조를 사용한다. 인터넷에 연결된 텔레비전, TV 셋톱박스, 데스크톱 컴퓨터, 스마트폰, 태블릿 등과 같은 장치들이 인터넷을 경유하여 전달되는 멀티미디어 콘텐츠(동영상, TV, 라디오 등)을 소비할 수 있게 해 주며 다양한 인터넷 수신 상황에 대처한다. 적응 스트리밍 솔루션의 표준화는 해당 솔루션이 범용적인 상황에 채택될 수 있음을 시장에 보증하는 것을 의미하며, 이는 마치 이와 유사하지만 사유 솔루션인 마이크로소프트의 스무스 스트리밍이라든지, 어도비의 HDS와 비견될 수 있다. HDS, 스무스 스트리밍과 달리 DASH는 코덱에 의존적이지 않으므로 H.265, H.264, VP9 등 어떠한 코딩 포맷으로 인코딩된 콘텐츠라도 사용이 가능하다.

## 표준화
MPEG-DASH 기술은 MPEG를 통해 개발되었다. DASH의 작업은 2010년 시작되었으며 2011년 1월 초안 국제 표준이 되었고 2011년 11월 국제 표준이 되었다. MPEG-DASH 표준은 2012년 4월 출판되었으나 2019년 MPEG-DASH ISO/IEC 23009-1:2019으로 개정되었다.